# District de Katō

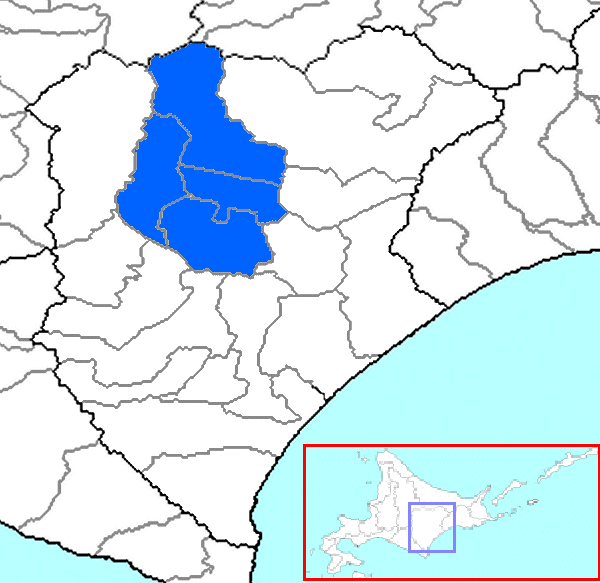
Emplacement du district de Katō dans la sous-préfecture de Tokachi.

Le district de Katō (河東郡, Katō-gun) est un district situé dans la sous-préfecture de Tokachi, sur l'île de Hokkaidō, au Japon.

## Géographie

### Démographie
Au 30 septembre 2015, la population du district de Katō était estimée à 62 228 habitants répartis sur une superficie de 1 822,32 km2 (densité de population de 34 hab./km2).

### Divisions administratives
Le district de Katō est constitué de quatre bourgs :
- Kamishihoro ;
- Otofuke ;
- Shihoro ;
- Shikaoi.